# Шварценберг (Саксонія)
Шварценберг (нім. Schwarzenberg) — місто в Німеччині, розташоване в землі Саксонія. Входить до складу району Рудні Гори.
Площа — 46,25 км2. Населення становить 16 168 ос. (станом на 31 грудня 2020).